# ディアンドレ・エイトン
ディアンドレ・エドネイラ・エイトン・シニア（Deandre Edoneille Ayton Sr., 1998年7月23日 - ）は、バハマのナッソー出身のプロバスケットボール選手。NBAのロサンゼルス・レイカーズに所属している。ポジションはセンター。

## 経歴

### 生い立ち
ナイジェリア人の両親のもとにバハマのナッソーで生まれた。5人兄弟の1人として育ったエイトンは、サッカーをプレイしていたが、徐々にサッカーをプレイ出来ないほど身体が成長していった。12歳で既に203cmとなったエイトンはサンディエゴでアメリカの学校へ通い、コーチと一緒に暮らした。

### ハイスクール
カリフォルニア州サンディエゴにあるバルボアシティスクールに通い2年間バスケットボールのチームに所属した。2014-15シーズンには平均21.0得点、16.0リバウンド、3.8ブロックを記録し、22試合のレギュラーシーズンのうち21試合でダブルダブルを記録した。2015-16シーズンからアリゾナ州フェニックスのヒルクレストプレップアカデミーに転校し、2016-17シーズンには平均26.0得点、15.0リバウンド、3.5ブロックを記録した。2016年にはナイキ・フープサミットに世界選抜として招かれ、8得点、7リバウンド記録した。エイトンは同年代の中のトップ選手と評価され、複数の大学スカウトが訪れる中で、アリゾナ大学、カンザス大学、ケンタッキー大学の3校に進学先を絞り、最終的に2016年9月6日にアリゾナ大学へ進学することを決定した。

### カレッジ
2017年11月10日のノーザンアリゾナ大学との対戦でデビューし、19得点、12リバウンド、3ブロックを記録し、チームは101-67で勝利した。なお、デビュー戦で19得点を記録したのは、アリゾナ大学のデビュー戦での記録としては7位にランクインされるものだった。アリゾナ大学では213cmの4年生CであるDušan Ristićと一緒にスターターとして出場していたため、PFとして出場することになった。2018年1月20日のスタンフォード大学との試合では6ブロックショットを記録し、アリゾナ大学のルーキーによる1試合最多ブロックの記録を樹立した。その他にも34試合に出場し、17試合で20得点以上を記録し、23試合でダブル・ダブルを記録した。レギュラーシーズン終了時に、Pac-12の最優秀選手賞、新人王を同時受賞し、Pac-12のファーストチーム、カール・マローン賞、オールアメリカンファーストチームとあらゆる賞を総なめにした。その年のNCAA男子バスケットボールトーナメントでバッファロー州立大学に敗れた後、2018年のNBAドラフトにアーリーエントリーすることを表明した。2018年4月26日には代理人であるNima Namakianと契約したことが発表された。

### フェニックス・サンズ
2018年6月21日に行われたNBAドラフトにて全体1位でフェニックス・サンズから指名された。なお、サンズの50年のチームの歴史の中で、1位指名を獲得したのはエイトンが初めてだった。7月1日にサンズの一員としてサマーリーグに参加し、その5日後にルーキー契約に合意した。サマーリーグでは4試合で平均26.8分の出場で、14.5得点、10.5リバウンド、1ブロックとまずまずの成績を残したが、オールサマーリーグファーストチームには選ばれなかった（セカンドチームでは選出）。
2018-19シーズン、10月17日の開幕戦でNBAデビューを果たし、36分の出場で18得点、10リバウンド、6アシスト、1ブロック、1スティールを記録し、チームは121-100で勝利した。同月27日のメンフィス・グリズリーズ戦で24得点（FG12本/13本）、8リバウンド、5アシスト、1スティールを記録したが、チームは96-117で敗れた。なお、新人選手がフィールドゴール12本以上成功しつつFG成功率90%以上を記録したのは、アダム・キーフ以来史上2人目であった。このシーズン、エイトンは平均16.3得点、10.3リバウンドを記録し、NBAオールルーキーファーストチームに選出された。
2019-20シーズン開幕直後の2019年10月25日に、NBAの半薬物規定に違反したとして25試合の出場停止処分を受けた。
2020-21シーズンはクリス・ポールの加入でチームは大きく躍進し、カンファレンス2位でプレーオフへ進出。ロサンゼルス・クリッパーズとのカンファレンスファイナル第2戦では、1点ビハインドの第4クォーター残り0.9秒の場面にて、ジェイ・クラウダーのアシストを受けて決勝点となるアリウープを決めた。チームは勢いに乗りNBAファイナルまで進出したが、ミルウォーキー・バックスに敗れ優勝はならなかった。
2021-22シーズン開幕前の契約延長交渉にて自身はマックス契約を求めたが、サンズ側がこれを渋って交渉が難航し、期限までに契約がまとまらなかった。このシーズン、チームはレギュラーシーズンでリーグ最高勝率を記録したが、プレーオフではカンファレンスセミファイナルで敗れた。シーズン終了後に制限付きFAとなった。
2022-23シーズン開幕前の7月14日に、インディアナ・ペイサーズが提示した4年総額1億3300万ドルのマックス契約のオファーシートにサインしたが、その後すぐにサンズが同額の条件を提示してオファーにマッチしたため、サンズとの再契約に合意した。

### ポートランド・トレイルブレイザーズ
2023-24シーズン開幕前の9月27日に、デイミアン・リラードが絡む3チーム間の大型トレードで、ポートランド・トレイルブレイザーズへ移籍した。移籍後の会見では自ら"DOMINAYTON"(ドミネイトン)と表現し、愛称として定着した。
10月30日のトロント・ラプターズ戦でキャリアハイとなる23リバウンドを含む10得点、2アシスト、1スティール、2ブロックを記録し、チームは99-91で勝利した。
2024年3月9日のトロント・ラプターズ戦で30得点、19リバウンドを記録し、チームは延長戦の末に128-118で勝利した。同月13日のアトランタ・ホークス戦で33得点、19リバウンドを記録し、チームは106-102で辛勝した。同月18日にウェスタン・カンファレンス週間最優秀選手に選出された。4月5日のワシントン・ウィザーズ戦でシーズンハイとなる34得点を含む13リバウンド、3アシスト、2スティール、2ブロックを記録し、チームは108-102で勝利した。
2025年6月29日、ブレイザーズとバイアウトに合意し、フリーエージェントとなった。

### ロサンゼルス・レイカーズ
2025年7月6日、ロサンゼルス・レイカーズと2年1660万ドルで契約を交わした。

## プレースタイル
211cm、113kgの巨体の持ち主でありながら、身体能力も高い。それでいて、サイズや身体能力に頼ることなくスキルでも他の選手を圧倒出来るものを備えている。現在までのNBA選手ではデビッド・ロビンソン、アンソニー・デイビスと比較される。

## 個人成績

### NBA

#### レギュラーシーズン
| シーズン | チーム | GP  | GS  | MPG  | FG%  | 3P%  | FT%  | RPG  | APG | SPG | BPG | PPG  |
| -------- | ------ | --- | --- | ---- | ---- | ---- | ---- | ---- | --- | --- | --- | ---- |
| 2018–19  | PHX    | 71  | 70  | 30.7 | .585 | .000 | .746 | 10.3 | 1.8 | .9  | .9  | 16.3 |
| 2019–20  | PHX    | 38  | 32  | 32.5 | .546 | .231 | .753 | 11.5 | 1.9 | .7  | 1.5 | 18.2 |
| 2020–21  | PHX    | 69  | 69  | 30.7 | .626 | .200 | .769 | 10.5 | 1.4 | .6  | 1.2 | 14.4 |
| 2021–22  | PHX    | 58  | 58  | 29.5 | .634 | .368 | .746 | 10.2 | 1.4 | .7  | .7  | 17.2 |
| 2022–23  | PHX    | 67  | 67  | 30.4 | .589 | .292 | .760 | 10.0 | 1.7 | .6  | .8  | 18.0 |
| 2023–24  | POR    | 55  | 55  | 32.4 | .570 | .100 | .823 | 11.1 | 1.6 | 1.0 | .8  | 16.7 |
| 2024–25  | POR    | 40  | 40  | 30.2 | .566 | .188 | .667 | 10.2 | 1.6 | .8  | 1.0 | 14.4 |
| 通算     | 通算   | 398 | 391 | 30.8 | .590 | .230 | .755 | 10.5 | 1.6 | .7  | 1.0 | 16.4 |

#### プレーオフ
| シーズン | チーム | GP | GS | MPG  | FG%  | 3P%  | FT%  | RPG  | APG | SPG | BPG | PPG  |
| -------- | ------ | -- | -- | ---- | ---- | ---- | ---- | ---- | --- | --- | --- | ---- |
| 2021     | PHX    | 22 | 22 | 36.4 | .658 | ---  | .736 | 11.8 | 1.1 | .8  | 1.1 | 15.8 |
| 2022     | PHX    | 13 | 13 | 30.5 | .640 | .500 | .636 | 8.9  | 1.7 | .4  | .8  | 17.9 |
| 2023     | PHX    | 10 | 10 | 31.9 | .550 | ---  | .520 | 9.7  | 1.0 | .6  | .7  | 13.4 |
| 通算     | 通算   | 35 | 35 | 34.2 | .651 | .500 | .698 | 10.7 | 1.3 | .7  | 1.0 | 16.6 |

### カレッジ
| シーズン | チーム   | GP | GS | MPG  | FG%  | 3P%  | FT%  | RPG  | APG | SPG | BPG | PPG  |
| -------- | -------- | -- | -- | ---- | ---- | ---- | ---- | ---- | --- | --- | --- | ---- |
| 2017–18  | アリゾナ | 35 | 35 | 33.5 | .612 | .343 | .733 | 11.6 | 1.6 | .6  | 1.9 | 20.1 |